# Campeonato Europeo de Lucha de 2025
El LXXVI Campeonato Europeo de Lucha se celebró en Bratislava (Eslovaquia) entre el 7 y el 13 de abril de 2025 bajo la organización de United World Wrestling (UWW) y la Federación Eslovaca de Lucha.
Las competiciones se realizaron en el recinto X-Bionic Sphere de la capital eslovaca. 

## Medallistas

### Lucha grecorromana masculina
| Evento         | Oro                                                | Plata                       | Bronce                                                    |
| -------------- | -------------------------------------------------- | --------------------------- | --------------------------------------------------------- |
| 55 kg (12.04)  | Emin Sefershayev · UWW                             | Eldəniz Əzizli Azerbaiyán   | Vajtang Lolua Georgia Artiom Deleanu Moldavia             |
| 60 kg (13.04)  | Nihat Məmmədli Azerbaiyán                          | Georgi Tibilov Serbia       | Victor Ciobanu · Moldavia · Sadyk Lalayev · UWW           |
| 63 kg (12.04)  | Kerem Kamal Turquía                                | Karen Aslanian Armenia      | Mairbek Salimov · Polonia · Vitalie Eriomenco · Moldavia  |
| 67 kg (13.04)  | Həsrət Cəfərov Azerbaiyán                          | Abu Amaev Bulgaria          | Arslanbek Salimov · Polonia · Dzhoni Jetsuriani · Georgia |
| 72 kg (13.04)  | Levente Lévai · Hungría · Ibrahim Ghanem · Francia | —                           | Ülvi Qənizadə Azerbaiyán Mehmet Şahin Turquía             |
| 77 kg (12.04)  | Maljas Amoyan Armenia                              | Ramaz Zoidze Georgia        | Ahmet Yılmaz Turquía Alexandru Solovei Moldavia           |
| 82 kg (13.04)  | Qurban Qurbanov Azerbaiyán                         | Erik Szilvássy · Hungría    | Burhan Akbudak Turquía Guela Bolkvadze Georgia            |
| 87 kg (12.04)  | Dávid Losonczi · Hungría                           | Semen Novikov Bulgaria      | İslam Abbasov Azerbaiyán Aleksandr Komarov Serbia         |
| 97 kg (13.04)  | Kiril Milov Bulgaria                               | Lucas Lazogianis · Alemania | Alex Szőke · Hungría · Kiryl Maskevich · UWW              |
| 130 kg (12.04) | Serguei Semionov · UWW                             | Hamza Bakır Turquía         | Dáriusz Vitek · Hungría · Jello Krahmer · Alemania        |

### Lucha libre masculina
| Evento         | Oro                             | Plata                             | Bronce                                                            |
| -------------- | ------------------------------- | --------------------------------- | ----------------------------------------------------------------- |
| 57 kg (08.04)  | Nachyn Mongush · UWW            | Azamat Tuskayev Serbia            | Arian Tsiutryn · UWW · İslam Bazarqanov · Azerbaiyán              |
| 61 kg (09.04)  | Zaur Uguyev · UWW               | Arsen Harutiunian Armenia         | Andri Dzhelep · Ucrania · Zelimkhan Abakarov · Albania            |
| 65 kg (08.04)  | Ibraguim Ibraguimov · UWW       | Khamzat Arsamerzouev Francia      | Vazguen Tevanian Armenia Əli Rəhimzadə Azerbaiyán                 |
| 70 kg (08.04)  | David Bayev · UWW               | Arman Andreasian Armenia          | Akaki Kemertelidze Georgia Kənan Heybətov Azerbaiyán              |
| 74 kg (09.04)  | Chermen Valiev · Albania        | Zaurbek Sidakov · UWW             | Ağanəzər Novruzov · Azerbaiyán · Tajmuraz Salkazanov · Eslovaquia |
| 79 kg (08.04)  | Ajmed Usmanov · UWW             | Zelimkhan Khadjiev Francia        | Achsarbek Gulajev · Eslovaquia · Vladimer Gamkrelidze · Georgia   |
| 86 kg (09.04)  | Magomed Ramazanov Bulgaria      | Mahamedjabib Kadzimahamedau · UWW | Osman Göçen · Turquía · Artur Naifonov · UWW                      |
| 92 kg (09.04)  | Dauren Kurugliyev · Grecia      | Osman Nurməhəmmədov Azerbaiyán    | Mirian Maisuradze Georgia Feyzullah Aktürk Turquía                |
| 97 kg (08.04)  | Guivi Macharashvili Georgia     | Magomed Kurbanov · UWW            | Richárd Végh · Hungría · Batyrbek Tsakulov · Eslovaquia           |
| 125 kg (09.04) | Giorgi Meşvildişvili Azerbaiyán | Solomon Manashvili Georgia        | Dzianis Jramiankou · UWW · Kamil Kościółek · Polonia              |

### Lucha libre femenina
| Evento        | Oro                            | Plata                      | Bronce                                                      |
| ------------- | ------------------------------ | -------------------------- | ----------------------------------------------------------- |
| 50 kg (10.04) | Oxana Livach · Ucrania         | Evin Demirhan Turquía      | Nadezhda Sokolova · UWW · Natalia Varakina · UWW            |
| 53 kg (11.04) | María Prevolaraki · Grecia     | Andreea Ana · Rumania      | Natalia Malysheva · UWW · Zeynep Yetgil · Turquía           |
| 55 kg (10.04) | Yekaterina Verbina · UWW       | Tatiana Debien Francia     | Mariana Drăguțan · Moldavia · Olexandra Jomenets · Ucrania  |
| 57 kg (11.04) | Olga Joroshavtseva · UWW       | Elvira Kamaloğlu Turquía   | Solomiya Vynnyk · Ucrania · Jalə Əliyeva · Azerbaiyán       |
| 59 kg (10.04) | Anastasiya Sidelnikova · UWW   | Bediha Gün Turquía         | Alina Filipovych · Ucrania · Aurora Russo · Italia          |
| 62 kg (11.04) | Iryna Bondar · Ucrania         | Johanna Lindborg · Suecia  | Biliana Dudova · Bulgaria · Luisa Niemesch · Alemania       |
| 65 kg (11.04) | Grace Bullen · Noruega         | Irina Rîngaci Moldavia     | Dinara Kudayeva · UWW · Iryna Koliadenko · Ucrania          |
| 68 kg (10.04) | Alina Shauchuk · UWW           | Kateryna Zelenyj · Rumania | Buse Tosun · Turquía · Adéla Hanzlíčková · República Checa  |
| 72 kg (11.04) | Ala Belinska · Ucrania         | Nesrin Baş Turquía         | Alexandra Anghel · Rumania · Pauline Lecarpentier · Francia |
| 76 kg (10.04) | Anastasiya Alpieyeva · Ucrania | Yasemin Adar Turquía       | Martina Kuenz · Austria · Anastasiya Zimiankova · UWW       |

## Medallero
| Núm. | País            | Oro | Plata | Bronce | Total |
| ---- | --------------- | --- | ----- | ------ | ----- |
| 1    | UWW             | 10  | 2     | 5      | 17    |
| 2    | Azerbaiyán      | 4   | 2     | 7      | 13    |
| 3    | Ucrania         | 4   | 0     | 5      | 9     |
| 4    | Bulgaria        | 2   | 2     | 1      | 5     |
| 5    | Hungría         | 2   | 1     | 3      | 6     |
| 6    | Grecia          | 2   | 0     | 0      | 2     |
| 7    | Turquía         | 1   | 6     | 7      | 14    |
| 8    | Armenia         | 1   | 3     | 1      | 5     |
| 8    | Francia         | 1   | 3     | 1      | 5     |
| 10   | Georgia         | 1   | 2     | 6      | 9     |
| 11   | UWW             | 1   | 1     | 5      | 7     |
| 12   | Albania         | 1   | 0     | 1      | 2     |
| 13   | Noruega         | 1   | 0     | 0      | 1     |
| 14   | Rumania         | 0   | 2     | 1      | 3     |
| 14   | Serbia          | 0   | 2     | 1      | 3     |
| 16   | Moldavia        | 0   | 1     | 5      | 6     |
| 17   | Alemania        | 0   | 1     | 2      | 3     |
| 18   | Suecia          | 0   | 1     | 0      | 1     |
| 19   | Eslovaquia      | 0   | 0     | 3      | 3     |
| 19   | Polonia         | 0   | 0     | 3      | 3     |
| 21   | Austria         | 0   | 0     | 1      | 1     |
| 21   | Italia          | 0   | 0     | 1      | 1     |
| 21   | República Checa | 0   | 0     | 1      | 1     |
|      | TOTAL           | 31  | 29    | 60     | 120   |